# Microschemobrycon
Microschemobrycon es un  género de peces de la familia Characidae y de la orden de los Characiformes.

## Especies
Hay siete especies en este género:
- Microschemobrycon callops J. E. Böhlke, 1953
- Microschemobrycon casiquiare J. E. Böhlke, 1953
- Microschemobrycon elongatus Géry, 1973
- Microschemobrycon geisleri Géry, 1973
- Microschemobrycon guaporensis C. H. Eigenmann, 1915
- Microschemobrycon melanotus (C. H. Eigenmann, 1912)
- Microschemobrycon meyburgi Meinken, 1975